# Biotodoma wavrini
Biotodoma wavrini (Gosse, 1963) è un pesce di acqua dolce appartenente alla famiglia Cichlidae ed alla sottofamiglia Geophaginae.

## Distribuzione e habitat
Si trova nel bacino del Rio Orinoco, in Venezuela e nel Rio Negro in Colombia e Brasile, dove sta nelle aree con l'acqua torbida e poco movimentate come meandri e laghi.

## Descrizione
Somiglia molto al congenere Biotodoma cupido, dal quale si differenzia per la colorazione, che tende più al grigiastro.
Questo pesce ha una macchia nera sotto la pinna dorsale e una striscia verticale dello stesso colore attraversa la testa, che può presentare riflessi rossastri, passando dall'occhio. Le pinne sono dello stesso colore del corpo, cioè gialle pallide con riflessi grigi. Non supera i 10 cm.

## Biologia

### Alimentazione
È un pesce carnivoro che si nutre di invertebrati acquatici, in particolare crostacei.

### Riproduzione
Probabilmente simile a Biotodoma cupido.